# Lars Magnusson (Magnus Marinasons ätt)
Lars Magnusson (Magnus Marinasons ätt), död mellan 1360–1374, var en svensk riddare och munk.

## Biografi
Lars Magnusson (Magnus Marinasons ätt) nämns första gången 1326. Han var son till riddaren Magnus Marinason (Magnus Marinasons ätt) och Kristina Birgersdotter (Hjorthorn, Birger Håkanssons ätt). Lars Magnusson blev mellan 1335–1336 riddare, troligen 21 juli 1336 vid kung Magnus kröning. Han blev senare munk i Eskilstuna johanniterkloster. Lars Magnusson avled mellan 1360–1374.

### Egendom
Lars Magnusson hade Berg i Älgå socken som sätesgård 1353. Han ägde jord i Kils härad, Visnums härad och Älvdals härad i Värmland, i Barne härad, Kinne härad och Vadsbo härad i Västergötland i Närke, i Västerrekarne härad och Österrekarne härad i Södermanland och i Trögds härad i Uppland.

### Familj
Lars Magnusson gifte sig senast 1329 första gången med en okänd kvinna.
Han gifte sig andra gången med Katarina Petersdotter, dotter till riddaren Peter Porse och Estrid av Helgamo. Katarina Petersdotter var änka till Erengisl Torkelsson (Barun).
De fick tillsammans barnen Ingeborg Larsdotter som var gift med Ulf Nilsson (sparre över lilja) och Arvid Ribbing, Mats Larsson, en dotter som var trolovad med Gudserk Karlsson (sjöblad) och Magnus Larsson.